# Francis Picabia
Francis Picabia (Parijs, 22 januari 1879 – aldaar, 30 november 1953) was een Frans kunstschilder. Hij wordt gezien als een van de bedrijvigste wegbereiders van de moderne kunst, sinds het impressionisme, in het begin van  de 20e eeuw. Picabia wisselde tijdens zijn loopbaan zeer vaak van stijl. Impressionistisch, fauvistisch en dadaïstisch, figuratief en abstract, er is bijna geen stijl die hij niet heeft beoefend.

## Levensloop
Picabia was nauwelijks vijftien jaar oud toen zijn vader zijn eerste doek, Une rue aux Martigues, instuurde naar de Parijse Salon des Artistes Français. Het jaar daarop schreef Picabia zich in aan de École des Arts Décoratifs, maar het was aan de École du Louvre en de Académie Humbert dat hij Georges Braque en Marie Laurencin ontmoette.
In 1897 ontdekte hij het impressionisme van Alfred Sisley en in 1898 werd hij hiervoor nog enthousiaster, toen hij kennismaakte met de familie Camille Pissarro. Het werd het begin van een vruchtbare werkperiode, die tien jaar lang zou aanhouden en resulteerde in honderden luministisch gestemde doeken, die goed in de smaak vielen bij het publiek. Een eerste expositie, in 1905, in de Galerie Haussmann was meteen een succes.
Toch begon Picabia geleidelijk te twijfelen aan de esthetische waarden, die tot zijn succes hadden geleid. Vooral de ontmoeting met zijn toekomstige vrouw Gabrièe Buffet in 1908 zou zijn breuk met het impressionisme bespoedigen. Hij werd gefascineerd door de abstracte kunst, maar ook het kubisme als het fauvisme interesseerden hem. Zijn werken als Caoutchouc en Les Régattes, uit 1909, getuigen hiervan.

### Puteaux-groep
Een voor zijn verdere carrière zeer belangrijke ontmoeting was de kennismaking met Marcel Duchamp in 1911, waarbij hij opgenomen werd in de Puteaux-groep en zich al gauw met hem afzette tegen het analytische kubisme van Albert Gleizes en Jean Metzinger. Kort daarop, in oktober 1912, kwam de eerste expositie van de Section d'or / Puteaux-groep in de Galerie La Boétie. Van januari tot mei 1913 verbleef Picabia in New York als woordvoerder van de groep op de bekende Armory Show.
Het New Yorkse Armory-succes en de geestdrift in de Amerikaanse kunstkringen, samen met de stimulans van de Franse dichter-essayist Guillaume Apollinaire brachten hem, kort voor het uitbreken van de Eerste Wereldoorlog, in de ban van het nieuwe orphisme met inbreng van machine-achtige elementen.
Toen de oorlog uitbrak werd de te Parijs gemobiliseerde Picabia, in 1915, naar Cuba op missie gestuurd. Het jaar daarop vond hij Marcel Duchamp en zijn vroegere vrienden terug en werd hij betrokken bij de uitgave van een avant-garde tijdschrift 291. Een tijdlang legde hij zelfs het penseel opzij en publiceerde hij de eerste van zijn Cinquante-Deux Miroirs te Barcelona, in 1917.
In maart 1917 ging hij terug naar New York, nu voor een half jaar, en bracht daar zijn tijdschrift opnieuw uit, nu als 391. Alweer met Marcel Duchamp nam hij er deel aan de eerste Exposition des Indépendants.

### Dada, anti-Dada
Gezondheidsperikelen brachten hem naar Zwitserland, waar hij in correspondentie kwam met Tristan Tzara, de bekende animator van het dadaïsme te Zürich. In maart 1919 kwam Picabia terug naar Parijs, gevolgd door Tzara. Nauwelijks zes maanden later had dada Parijs overrompeld met manifestaties tegen de burgerlijke smaak en een zowel artistieke, als literaire, als politieke revolte. Mécanomorfe werken volgden elkaar op, met onder andere l'Enfant carburateur in 1919, en Pompe à Combustible in 1920.
391 was in mei 1921 aan zijn veertiende nummer toe, toen Picabia zich van dada verwijderde. In juli van dat jaar publiceerde hij het nummer Pilhaou-Thibaou, dat een regelrecht anti-dada-manifest werd. Tezelfdertijd benaderde hij André Breton, de 'paus' van het surrealisme.
In de stijl van het surrealisme ging hij vanaf 1924 verder in Mougins, waar hij tot 1940 bleef wonen. Daar ontstonden onder andere zijn Monstres, Relâche en een film Entr'acte met René Clair. In 1930 scheidde hij van Gabrièle Buffet.

### Terugkeer naar Parijs
In 1945 kwam hij definitief terug naar Parijs, samen met Olga Mohler, met wie hij in 1940 was getrouwd. Zijn jongste werken noemde hij Sur-irréalisme en hij exposeerde ze, in 1946, bij Denise René. In 1949 organiseerde de Galerie Drouin een belangrijke retrospectieve van zijn werken. De catalogus ervan was getiteld 491.
Ontmoetingen met jongere schilders als Hans Hartung, Pierre Soulages of Jean-Michel Atlan bevestigden zijn liefde voor de abstracte kunst. Na 1951 schilderde hij niet meer.

### Gebruik van bestaand beeldmateriaal
Veel van zijn werk was geïnspireerd door bestaand beeldmateriaal. Zo knipte hij bijvoorbeeld onderdelen voor schilderijen uit handboeken voor technici of monteurs. Ook schilderde hij foto's na of citeerde onbekommerd uit de geschiedenis van de westerse kunst.

### Invloed
Picabia wordt vanwege de mengeling van stijlen, het ontbreken van een onderscheid tussen kunst en kitsch, en zijn hergebruik van bestaand materiaal wel opgevoerd als voorloper van de postmoderne kunstenaars.

## Werk in openbare collecties (selectie)
- Guggenheim Museum, New York
- Metropolitan Museum of Art, New York
- Museum Boijmans Van Beuningen, Rotterdam[2]
- Museum of Modern Art, New York
- National Gallery of Art, Washington D.C.
- National Gallery of Canada, Ottawa
- National Gallery of Scotland, Edinburgh
- Museum de Fundatie in Zwolle

## Werk

### Schilderijen
De werken van Francis Picabia uit de jaren 1910-1919 behoren tot het dadaïsme en vanaf 1924 tot het surrealisme.
- Zonlicht aan de oevers van de rivier de Loing, Moret 1905, olieverf op doek, 73,2 × 92,4 cm, Philadelphia, Philadelphia Museum of Art.[3]
- De bron [La Source], Juni–September 1912, olieverf op doek, 249,6 × 249,3 cm. New York, Museum of Modern Art.[4]
- Catch as Catch Can, 1913, olieverf op doek, 100,6 × 81,6 cm, Philadelphia, Philadelphia Museum of Art. Zie[5].
- Udnie, ou la Danse, 1913, Centre Pompidou, Parijs
- Très rare tableau sur la terre, 1915, olieverf en metaalverf op hardboard, bladzilver en -goud op paneel, 125,7 × 978 cm, Venetië, Peggy Guggenheim Collection.
- De eclips (De verduistering), circa 1922-1923, olieverf op doek, 195,5 × 114,5 cm, Parijs, Musée d'Art Moderne de la Ville de Paris[6]
- Têtes-paysage, 1928, olieverf op doek, 60,3 × 81,2 cm, Chicago, Art Institute of Chicago.[7]
- The Bride, 1929, Museum Ludwig, Keulen
- Portret van een echtpaar, circa 1942-1943, Museum of Modern Art, New York

### Tekeningen
- Tekening, z.j., afgebeeld in Merz, nummer 1 (januari 1923): p. 14. Zie[8].

- Art Gallery of South Australia: 3503
- Bibsys: 3085329
- Biblioteca Nacional de España: XX953901
- Bibliothèque nationale de France: cb11919632h (data)
- Catàleg d'autoritats de noms i títols de Catalunya: 981058514145806706
- CiNii: DA03375939
- Gemeinsame Normdatei: 118594184
- International Standard Name Identifier: 0000 0001 2128 0492
- KulturNav: a3463a93-f301-4dec-b8f8-43057928d8f5
- Library of Congress Control Number: n50019704
- Nationale Bibliotheek van Letland: 000251976
- Base Léonore: 19800035/30/3817
- MusicBrainz: d354a44c-28cc-4841-9472-d723f920c1c2
- Bibliotheek van het Japanse parlement: 00515524
- National Gallery of Victoria: 6969
- Nationale Bibliotheek van Tsjechië: xx0057806
- Nationale bibliotheek van Australië: 35422102
- Nationale Bibliotheek van Israël: 987007266689005171
- Nationale Bibliotheek van Polen: a0000002309779
- Nationale en Universitaire bibliotheek Zagreb: 000226166
- Nederlandse Thesaurus van Auteursnamen: 069300348
- PIC: 7132
- Réseau des bibliothèques de Suisse occidentale: 02-A003691721
- RKD-Nederlands Instituut voor Kunstgeschiedenis: 63256
- Istituto Centrale per il Catalogo Unico: CFIV111938
- LIBRIS: 303156
- SNAC: w6hh6p23
- Système universitaire de documentation: 027669173
- Museum of New Zealand Te Papa Tongarewa: 26255
- Trove: 946997
- Union List of Artist Names: 500006325
- Virtual International Authority File: 36923084
- WorldCat: E39PBJpYCHHPYt34yRXqM6cgKd